# فيرنو
فيرنو هي كومونا في مقاطعة فاريزي في المنطقة الإيطالية لومباردي، وتقع على بعد حوالي 40 كم (25 ميل) شمال غرب ميلانو وحوالي 35 كم (22 ميل) جنوب فاريزي . اعتبارًا من 31 ديسمبر 2017 ، كان عدد سكانها 6،858 نسمة ومساحتها 8.5 كم 2 (3.3 ميل مربع).
التقسيم الفرعي لبلدية فيرنو يضم سان ماكاريو.

## نبذة
تقع فيرنو على حدود البلديات التالية: لونتا بوزولو، سامارات ، سوما، لومباردو، ڤيزولا تيكينو
كما توجد محطة سكة حديد تسمى فيرنو - لونتا بوزولو. يوجد المقر الرئيسي لشركة الطيران ڤولرا في منطقة تيكنيكا سود في المبنى رقم 1 بمطار ميلان مالبينسا في فيرنو.

## العمارة المدنية
تعتبر كنيسة القديسة ماري أقدم مبنى في القرية ، وتتميز بالطراز الرومانسي للقرن الرابع عشر. توجد العديد من اللوحات الجدارية من العصور الوسطى بالإضافة إلى لوحة ثلاثية لتلميذ  قودينزيو فيراري .